# Los años bárbaros
Los años bárbaros és una pel·lícula espanyola, de Fernando Colomo, estrenada l'11 de setembre de 1998, basada en la novel·la Otros hombres de Manuel Lamana, que narra la fugida d'aquest últim i de Nicolás Sánchez-Albornoz.
Es "tracta una història ficcionalitzada basada en un fet real, succeït —millor, en el seu esperit— a Nicolás Sánchez-Albornoz i Manuel Lamana en 1948. Membres de la Federació Universitària Espanyola (FUE), van realitzar una pintada reclamant una Universitat Lliure en un mur de la Facultat de Filosofia i Lletres. Van ser condemnats, però van aconseguir fugir a França. Els personatges principals no es corresponen amb els reals, i els personatges secundaris són totalment inventats. L'organitzador d'aquesta fuga històrica de Cuelgamuros va ser el germà de l'escriptor Juan Benet, Paco, també membre de la FUE i el creador de la revista antifranquista Península, que es va veure obligat a fugir i exiliar-se en París.

## Argument
Finalitzada la Guerra Civil espanyola, Tomás (Jordi Mollà) i Jaime (Ernesto Alterio), dos joves estudiants contraris al Règim franquista són enviats a un camp de treball al Valle de los Caídos per realitzar pintades contra el règim de Franco en la Universitat Complutense de Madrid. No obstant això, gràcies a un pla tramat des de París, aconsegueixen escapolir-se amb l'ajuda de dues joves nord-americanes, Kathy (Hedy Burress) i Susan (Allison Smith); que contra tot pronòstic, els ajudaran a arribar fins a París en un descapotable vermell.
Destaquen per la seva importància arquitectònica les escenes rodades en el paradador nacional "Alberg de Medinaceli" a Alcalá de Henares.

## Repartiment
- Jordi Mollà... Tomás
- Ernesto Alterio... Jaime
- Hedy Burress...	Kathy
- Allison Smith	 ... Susan
- Juan Echanove... Víctor Marquina
- Josep Maria Pou...	Michel
- Álex Angulo...	Máximo
- Pepón Nieto...	Velasco
- Ana Rayo ...	Gloria
- Pepo Oliva...	Requena

## Palmarès
XIII Premis Goya
| Categoria              | Persona                                                                  | Resultat  |
| ---------------------- | ------------------------------------------------------------------------ | --------- |
| Millor música original | Juan Bardem Aguado                                                       | Guanyador |
| Millor guió adaptat    | José Ángel Esteban Carlos López Fernando Colomo Nicolás Sánchez-Albornoz | Candidat  |
| Millor actor revelació | Ernesto Alterio                                                          | Candidat  |
| Millor maquillatge     | José Quetglas i Mercedes Guillot                                         | Candidats |